# Hans Steininger
Hans Steininger (Breslau, 1920. augusztus 1. – Würzburg, 1990. szeptember 16.) német sinológus.

## Élete és munkássága
Steininger volt a Würzburgi Egyetem Keleti Intézetének és Délkelet-Ázsiai Tanszékének alapítója, amelyeknek 1986-os nyugdíjba vonulásáig vezetője volt. A Távol-keleti Filológia Tanszékre 1965-ben nevezték ki professzornak. 1966-tól 1975-ig a Nürnbergi Egyetem részidős oktatója volt. Mintegy 3000 kötetes gyűjteményét az egyetemnek adományozta, amelyet ma „Steininger Könyvtárnak” neveznek. Szakterülete a konfuciánus és a taoista filozófia volt.

### Főbb művei
- Religion und Philosophie in Ostasien, 1985
- Einige Grundzüge der geistigen und kulturellen Entwicklung Chinas vor der Revolution, 1965
- Hauch- und Körperseele und der Dämon bei Kuan-Yin-Tze, 1953